# ブルー・ノート・スケール
ブルー・ノート・スケールは、ジャズやブルースなどで使用される音階である。

## 概要
ブルー・ノート・スケールは、メジャー・スケール（長音階）に、その第3音、第5音、第7音を半音以下だけ下げた音を加えて用いるものである。また、特に♭3,♭5,♭7の音をブルー・ノートと呼ぶ。近代対斜の一種でもある。
ドから始まる音階の場合、ブルーノートはミ♭、ソ♭、シ♭となるので、ブルー・ノート・スケールはド-レ-ミ♭-ミ-ファ-ソ♭-ソ-ラ-シ♭-シ-ドで表される。

## 由来
19世紀中頃、白人の奴隷としてアフリカから連れてこられた黒人たちに「ドレミ…」の西洋音階を教えたところ、ヨーロッパ音楽には耳慣れない妙な音程で歌いだした。その音がどことなく物悲しい雰囲気を帯びていたため、ブルースの語源であり「憂うつ」を意味する「ブルー」の名称で呼ばれ定着したとされる。